# Anna Kiesenhofer
Anna Kiesenhofer (Kirchdorf an der Krems, 14 februari 1991) is een Oostenrijks wegwielrenster en wiskundige die sinds 2023 rijdt voor Israel Premier Tech Roland.

## Carrière
Ze won het Oostenrijks kampioenschap op de weg in 2019 en het Oostenrijks kampioenschap tijdrijden in 2019, 2020 en 2021. Op 25 juli 2021 won ze de gouden medaille tijdens de wegwedstrijd op de Olympische Spelen in Tokio. Later dat jaar werd ze verkozen tot Oostenrijks Sportvrouw van het Jaar.
Kiesenhofer heeft aan de Technische Universiteit Wenen (2008–2011), Universiteit van Cambridge (2011–2012) en Polytechnische Universiteit van Catalonië (2012–2016) gestudeerd. Haar PhD scriptie heette Integreerbare systemen op b-symplectische variëteiten.

## Palmares
2016
2e in Oostenrijks kampioenschap tijdrijden
3e etappe Tour de l'Ardèche
2e in eindklassement Tour de l'Ardèche
2019
 Oostenrijks kampioene tijdrijden
5e in Ljubljana-Domzale-Ljubljana
 Oostenrijks kampioene op de weg
5e in Europees kampioenschap tijdrijden
20e in wereldkampioenschap tijdrijden
8e in Chrono des Nations
2020
 Oostenrijks kampioene tijdrijden
11e in Europees kampioenschap tijdrijden
2e in 2e etappe Tour de l'Ardèche
3e in eindklassement Tour de l'Ardèche
18e in wereldkampioenschap tijdrijden
2021
 Oostenrijks kampioene tijdrijden
6e in Oostenrijks kampioenschap op de weg
 Olympisch kampioene op de weg in Tokio
2023
 Oostenrijks kampioene tijdrijden
Chrono Gatineau
2024
 Oostenrijks kampioene tijdrijden
 Oostenrijks kampioene op de weg

### Uitslagen in voornaamste wedstrijden
| Jaar | Ronde van Italië | Ronde van Frankrijk | Ronde van Spanje |
| ---- | ---------------- | ------------------- | ---------------- |
| 2022 |                  |                     | 20e              |
| 2023 | 53e              |                     | 59e              |
| 2024 |                  |                     | 108e             |
|      |                  |                     |                  |
|      |                  |                     |                  |
|      |                  |                     |                  |

| Jaar | Amstel Gold Race | Luik-Bast.‑Luik | Waalse Pijl |  | WK op de weg |
| ---- | ---------------- | --------------- | ----------- |  | ------------ |
| 2017 | opgave           |                 | opgave      |  |              |
| 2020 |                  |                 |             |  | 44e          |
| 2023 | opgave           | 56e             | 71e         |  |              |
| 2024 |                  | opgave          |             |  |              |

## Ploegen
- 2017 -  Lotto Soudal Ladies
- 2022 -  Team Soltec (vanaf 7/9)
- 2023 -  Israel Premier Tech Roland (vanaf 31/01)
- 2024 –  Roland

1984: Connie Carpenter-Phinney ·
1988: Monique Knol ·
1992: Kathy Watt ·
1996: Jeannie Longo ·
2000: Leontien van Moorsel ·
2004: Sara Carrigan ·
2008: Nicole Cooke ·
2012: Marianne Vos ·
2016: Anna van der Breggen ·
2020: Anna Kiesenhofer ·
2024: Kristen Faulkner
Beckers · Daams · Delzenne · Dom · Hoffmann · Kachelhoffer · Kiesenhofer · Kopecky · Moonen · Schmidt · Van der Meulen · Vanhoutte
Baur · Buch  · Coles-Lyster (vanaf 4/5) · Collinelli · Delbaere · Dronova-Balabolina · Eklund · Griffin · Hartmann (vanaf 1/6) · Kiesenhofer (vanaf 31/1) · 
Magri · Nguyễn · Pirrone · Sharpe (vanaf 1/6) · Stannard (vanaf15/4) · Steels · Vieceli
Christofórou · Coles-Lyster · Collinelli · Dronova-Balabolina · Eklund · Grinczer · Hartmann · Kiesenhofer · Nguyễn · Pirrone · Swinkels · Vettorello
- Gemeinsame Normdatei: 1243454040
- Mathematics Genealogy Project: 211772
- Virtual International Authority File: 456146997381218892944